# Futbol a l'Azerbaidjan

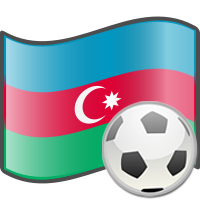

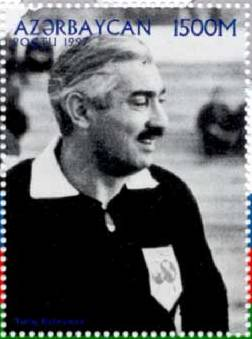
Segell de Tofiq Bəhramov, jutge de línia que va concedir el gol fantasma de Geoff Hurst en la final del Copa del Món de Futbol de 1966.

El futbol és l'esport més popular a l'Azerbaidjan, especialment després del col·lapse de la Unió Soviètica el 1991 i la creació de la Lliga azerbaidjanesa de futbol. L'Associació de Federacions de Futbol de l'Azerbaidjan és el màxim organisme del futbol professional a l'Azerbaidjan i va ser fundada el 1992, encara que es va afiliar a la FIFA ia la UEFA el 1994.
El Neftchi Bakú PFC és l'equip més popular i amb més títols en el futbol àzeri, amb 7 lligues des que el país va aconseguir la independència de l'URSS. L'equip va disputar 27 temporades en la Lliga soviètica de futbol i el 1966 va finalitzar en el tercer lloc a la lliga, aconseguint així el seu millor resultat. El major èxit internacional del Neftchi va ser la victòria a la Copa de la CEI el 2006, sent l'únic equip àzeri a aconseguir-ho al costat del FK Khazar Lenkoran i FC Inter Bakú. Anatoliy Banishevskiy, jugador del Neftchi entre 1963 i 1978, va ser elegit el 2003 el millor jugador àzeri dels últims 50 anys.
Banishevskiy va formar part de la selecció soviètica que va arribar fins a les semifinals a la Copa del Món de Futbol de 1966. En aquest mateix Mundial, Tofiq Bəhramov va ser el jutge de línia que va concedir el famós gol fantasma de Geoff Hurst en la final que va guanyar Anglaterra a Alemanya.

## Competicions oficials entre clubs
- Lliga Premier de l'Azerbaidjan: és la primera divisió del futbol àzeri. Va ser fundada el 1992 després de la desintegració de la Unió Soviètica — i la seva corresponent lliga, la Primera Lliga Soviètica — i està composta per 12 clubs.
- Birinci Divizionu: és la segona divisió en el sistema de lligues àzeri. Està composta per 14 clubs, dels quals el primer classificat ascendeix a la Lliga Premier i el segon disputa els playoffs d'ascens amb l'últim equip de la Lliga Premier.
- Copa de l'Azerbaidjan: és la copa nacional del futbol àzeri, organitzada per l'Associació de Federacions de Futbol de l'Azerbaidjan i el campió té accés a disputar la UEFA Europa League.

Entre 1993 i 1995 va existir la Supercopa azerbaidjanesa de futbol, competició que enfrontava al campió de la Lliga Premier i el campió de Copa. El Neftchi va guanyar la competició en dues de les tres edicions.

## Seleccions de futbol de l'Azerbaidjan

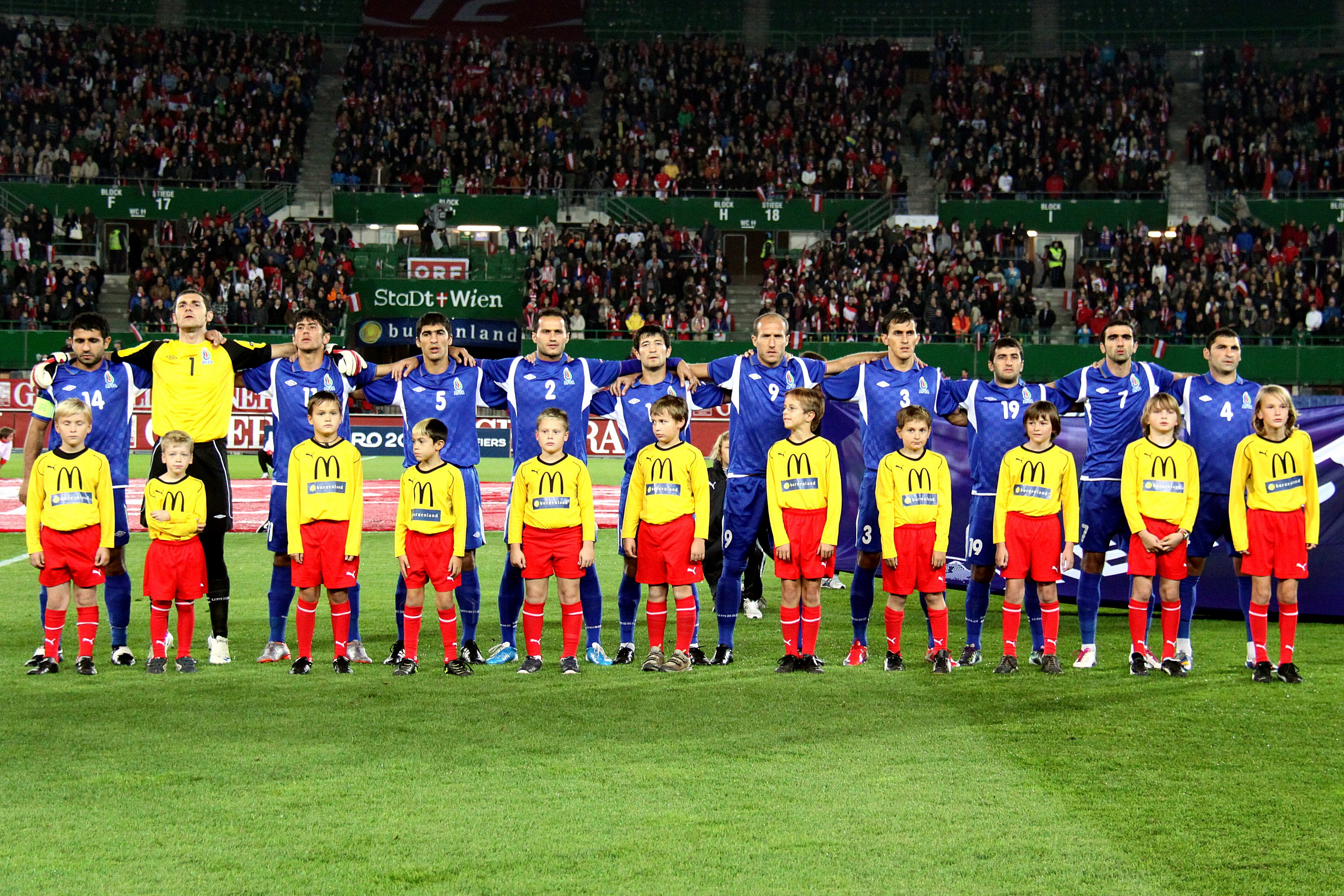
Imatge de la selecció de l'Azerbaidjan a l'Estadi Ernst Happel el 2010.

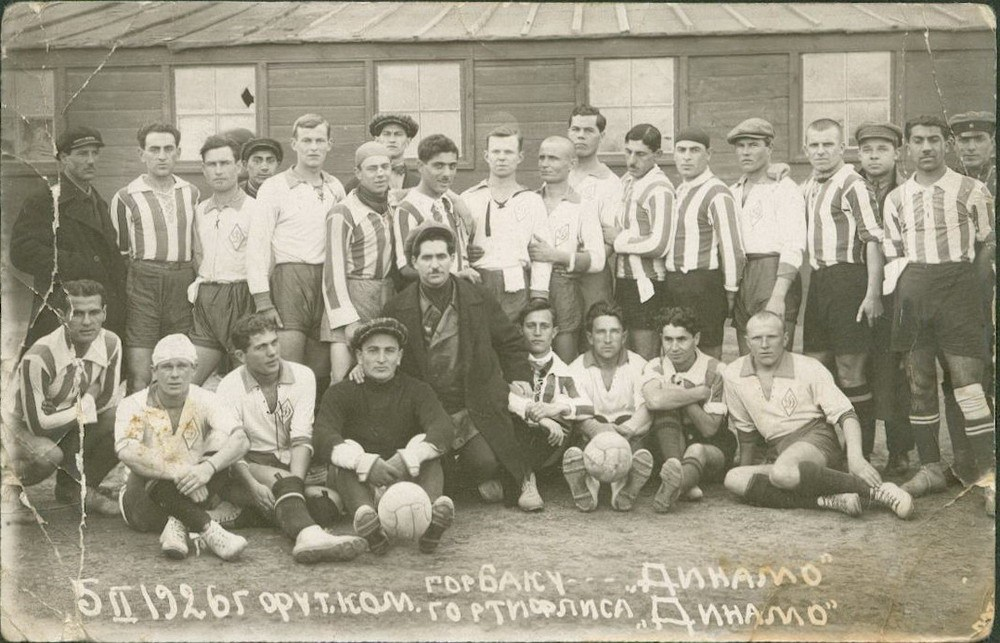
Dinamo Baku i Dinamo Tbilisi el 1926.

### Selecció absoluta de l'Azerbaidjan
La selecció de l'Azerbaidjan, en les seves diferents categories està controlada per l'Associació de Federacions de Futbol de l'Azerbaidjan.
L'equip àzeri va disputar el seu primer partit oficial el 17 de setembre de 1992 a Gurjaani davant Geòrgia, partit que es va resoldre amb 6-3 per als georgians. Prèviament, el 1927, la selecció àzeri va disputar un partit amistós davant Geòrgia i Armènia corresponent al Campionat de Transcaucàsia.
Azerbaidjan no ha disputat cap Copa del Món de Futbol ni Campionat d'Europa de futbol.

### Selecció femenina de l'Azerbaidjan
La selecció femenina va debutar el 18 de novembre de 2006 davant la selecció de Romania en Mogosoaia en un partit que van guanyar les romaneses per 4-1. La selecció femenina de l'Azerbaidjan encara no ha participat en una fase final de la Copa del Món de Futbol o Campionat d'Europa de futbol.

## Principals clubs
Clubs millor classificats per títols a la lliga nacional fins al 2018.
- Neftchi Baku
- Qarabağ Ağdam
- Kapaz Ganja
- Shamkir FK
- Inter Baku
- Baku FK
- Khazar Lankaran
- Turan Tovuz
- Gabala FK
- Khazar Sumgayit

## Estadis

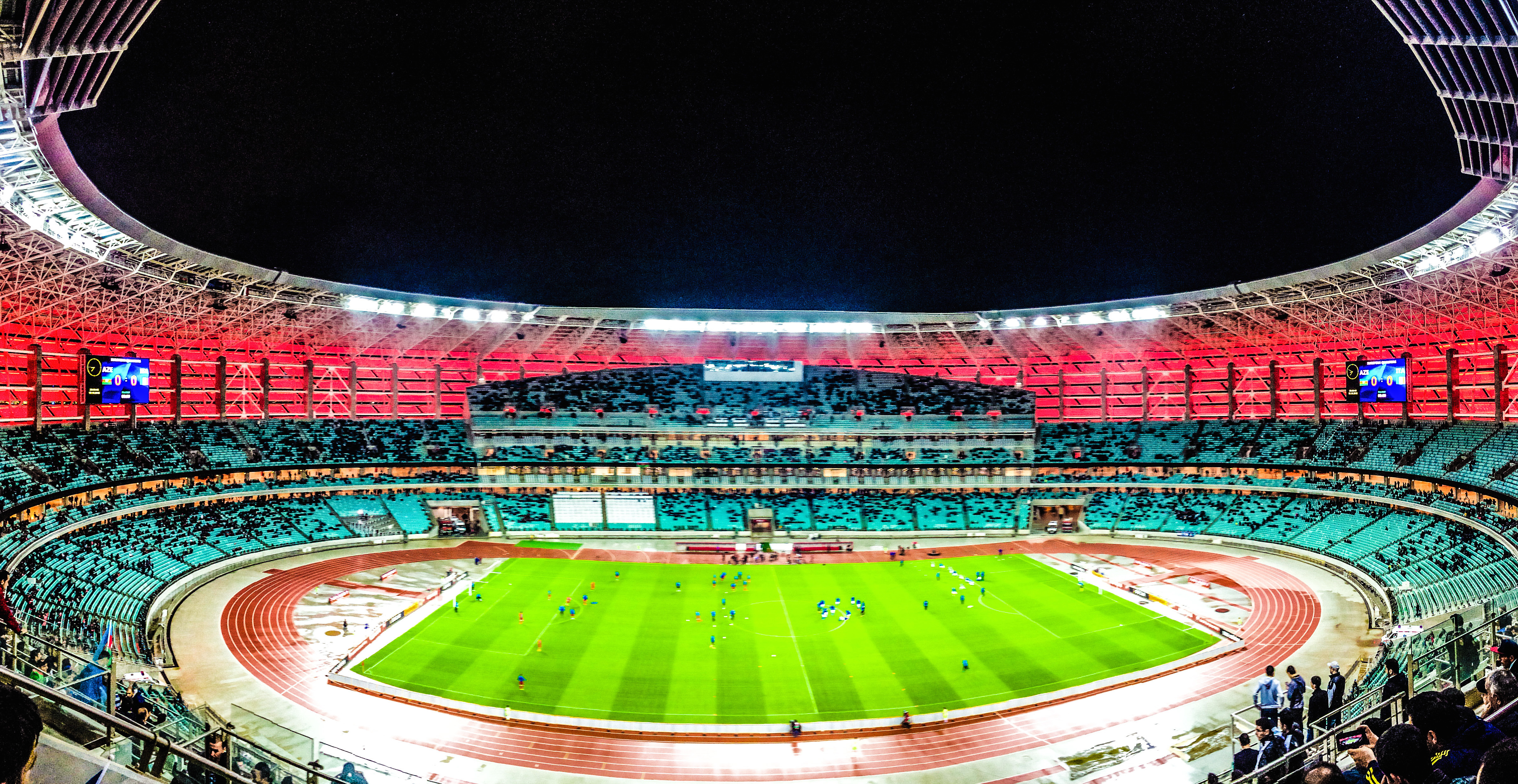
Estadi Olímpic de Bakú.

## Jugadors destacats
Font:
- Futbolista azerbaidjanès de l'any

Des de 1950
- Alakbar Mammadov
- Iuri Kuznetsov

Des de 1960
- Anatoli Banishevski
- Kazbek Tuayev

Des de 1970
- Sergei Kramarenko

Des de 1980
- Igor Ponomaryov

Des de 1990
- Emin Agayev
- Tarlan Ahmadov
- Samir Alakbarov
- Gurban Gurbanov
- Yunis Huseinov

Des de 2000
- Mahmud Gurbanov
- Aslan Kerimov
- Mahir Shukurov

Des de 2010
- Kamran Agayev
- Rashad Sadygov